# Semotrachia mannensis
Semotrachia mannensis är en snäckart som beskrevs av Tom Iredale 1937. Semotrachia mannensis ingår i släktet Semotrachia och familjen Camaenidae. Inga underarter finns listade i Catalogue of Life.